# Lassana Fané
Lassana Fané (Bamako, 11 novembre 1987) è un ex calciatore maliano, di ruolo centrocampista.